# Paul Simon in Concert: Live Rhymin'
Paul Simon in Concert: Live Rhymin' è un album discografico dal vivo di Paul Simon, pubblicato dall'etichetta discografica Columbia Records nel 1974.
Registrazioni estratte nel corso di alcuni tour effettuati nel 1973-'74, in alcuni brani intervengono come ospiti gli Urubamba ed The Jessy Dixon Singers.

## Tracce
Lato A
1. Me and Julio Down by the Schoolyard – 2:47 (Paul Simon)
2. Homeward Bound – 2:45 (Paul Simon)
3. American Tune – 3:58 (Paul Simon)
4. El Condor Pasa (If I Could) – 4:08 (Daniel A. Robles, Jorge Milchberg, Paul Simon)
5. Duncan – 5:11 (Paul Simon)
6. The Boxer – 6:11 (Paul Simon)

Durata totale: 25:00
Lato B
1. Mother and Child Reunion – 4:00 (Paul Simon)
2. The Sound of Silence – 4:27 (Paul Simon)
3. Jesus Is the Answer – 3:28 (Andraé Crouch, Sandra Crouch)
4. Bridge over Troubled Water – 7:10 (Paul Simon)
5. Loves Me Like a Rock – 3:16 (Paul Simon)
6. America – 4:35 (Paul Simon)

Durata totale: 26:56
Edizione CD del 2011, pubblicato dalla Columbia Records (88697 82000 2)
1. Me and Julio Down by the Schoolyard – 2:47 (Paul Simon)
2. Homeward Bound – 2:45 (Paul Simon)
3. American Tune – 3:58 (Paul Simon)
4. El Condor Pasa (If I Could) – 4:08 (Daniel A. Robles, Jorge Milchberg, Paul Simon)
5. Duncan – 5:11 (Paul Simon)
6. The Boxer – 6:11 (Paul Simon)
7. Mother and Child Reunion – 4:00 (Paul Simon)
8. The Sound of Silence – 4:27 (Paul Simon)
9. Jesus Is the Answer – 3:28 (Andraé Crouch, Sandra Crouch)
10. Bridge Over Troubled Water – 7:10 (Paul Simon)
11. Loves Me Like a Rock – 3:16 (Paul Simon)
12. America – 4:35 (Paul Simon)
13. Kodachrome – 2:55 (Paul Simon) – Bonus Track
14. Something So Right – 4:34 (Paul Simon) – Bonus Track

Durata totale: 59:25

## Musicisti
- Paul Simon - chitarra, voce

Ospiti:
- Jessy Dixon Singers - accompagnamento vocale, cori (brano: Jesus Is the Answer)
- Jessy Dixon - pianoforte
- Urumbamba (Emilio Arteaga, Jorge Cumbo, Jorge Milchberg, Juan Dalera (1973), Uña Ramos (1974))[1] - (brani: El Condor Pasa, Duncan e The Boxer)